# Lophionema vermisporum
Lophionema vermisporum är en svampart som först beskrevs av Job Bicknell Ellis, och fick sitt nu gällande namn av Pier Andrea Saccardo 1883. Lophionema vermisporum ingår i släktet Lophionema och familjen Lophiostomataceae.   Inga underarter finns listade i Catalogue of Life.